# Jordi Fàbregas i Canadell

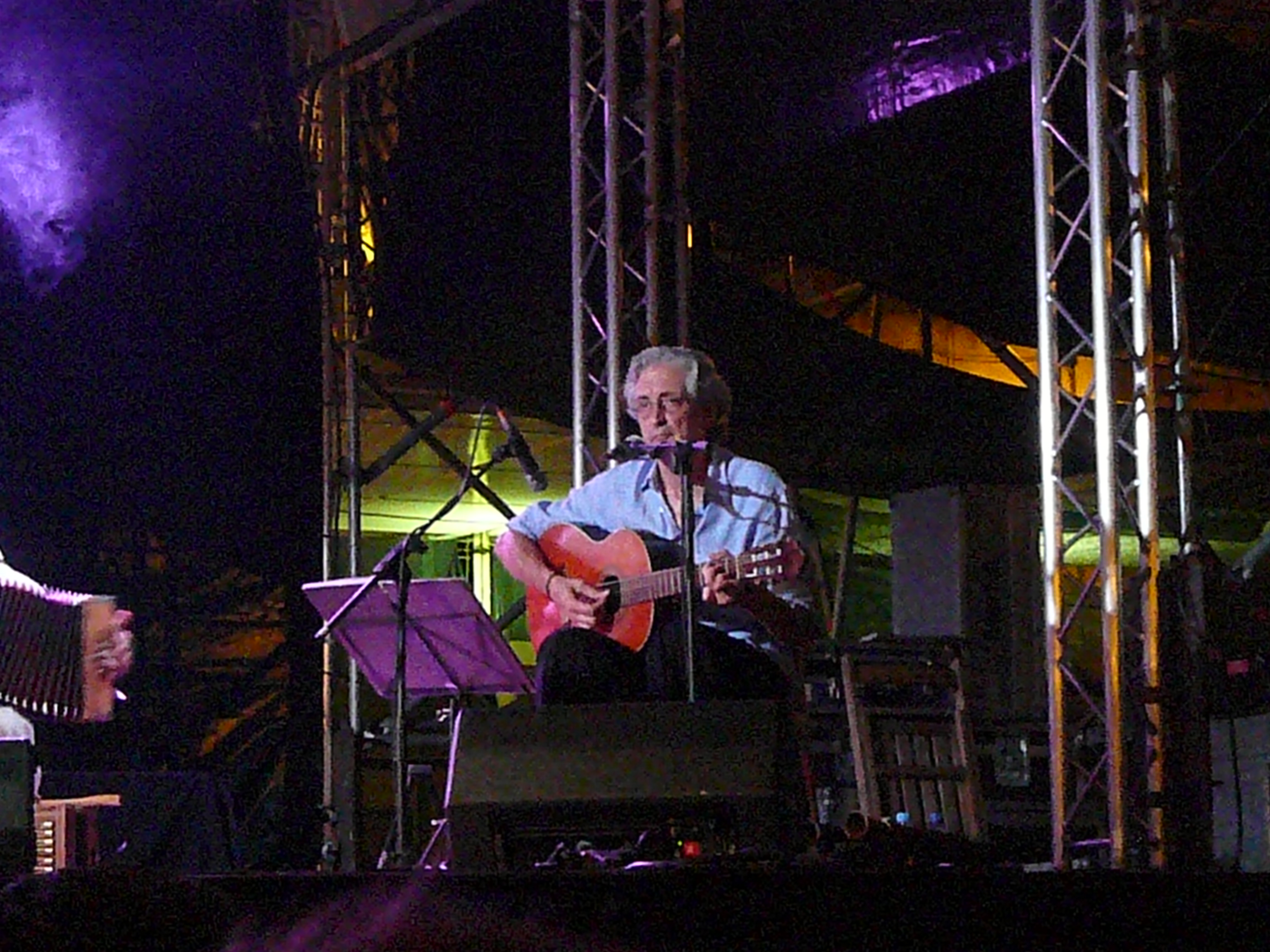
Jordi Fàbregas tocant amb el Pont d'Arcalís el 2009

Jordi Fàbregas i Canadell (Sallent, Bages, 20 d'abril de 1951 - Barcelona, 20 de gener de 2021) va ser un músic i compositor català, gestor cultural, referent i divulgador de la música tradicional i la música d'arrel catalana. Va ser fundador i director del Festival Tradicionàrius, creador del Centre Artesà Tradicionàrius i membre de grups com Coses, La Murga, Primera Nota o El Pont d'Arcalís.

## Biografia
Cantaire de l'Escola Mare de Déu de Montserrat fins a l'adolescència i de manera autodidàctica, va començar a tocar la guitarra i a cantar en solitari els anys 1960, influït pels Setze Jutges i Jacques Brel. De Brel, va fer una versió en català de Le diable ça va, amb la qual guanyà el 1967 el Festival de Llobregat de Sallent (1960-1974). De pare poeta, mestre i dramaturg, va viure sempre un profund ambient cultural a casa i ben aviat fundà diversos grups musicals. El primer d'ells va ser la Roda de Manresa (1967) i aviat vingué el grup Coses (1973-1978), formació hereva del Grup de Folk amb qui progressivament va anar incorporant el llenguatge tradicional i la música d'arrel a la cançó d'autor. Després de la dissolució de Coses va estar un any i mig voltant per les festes del país, que estaven en plena recuperació, i és quan pren la decisió de dedicar-se a la música tradicional. Juntament amb Xavier Batllès i Pep Cabré crea l'orquestra de corda i pua L'Harmònica Brava (1979-1980), i publica El poder del cant (1979), que representa el primer exemple d'aplicació de la riproposta a Catalunya. Posteriorment, amb Eliseo Parra, Enric Esteve i Juande Martínez va formar La Murga (1980), amb qui tocava la tenora i amb qui reinterpretaven un repertori de peces d'arrel tradicional.
El 1988 va crear el Festival Tradicionàrius de música folk i, juntament amb Jaume Arnella, Solistes de la Costa i Primera Nota (1987). El 1990 va fundar TRAM (Associació Musical per la Tradició Musical). El 1991 va ser cofundador de l'Orquestra Simfònica de la Canya i el 1993 va crear el CAT Centre Artesà Tradicionàrius, una sala estable de música tradicional que programa també balls i sessions d'improvisació i d'intercanvi entre solistes i grups.
En col·laboració amb Urbàlia Rurana i Primera Nota, va gravar el disc Folc nou el 1995 i un any més tard va ser cofundador de la formació musical El Pont d'Arcalís. Fou també l'organitzador de Saraus de Primavera (els anys 1980), de la Trobada de Música Tradicional al Pallars (1990), de la Mercè Folk (1990-2001), del Mercat de Música Viva de Vic (1989-92) i de la Fira d'Espectacles d'arrel tradicional a Manresa (1988-99 i 2001).
Des de la creació de l'emissora iCat FM, el 2006, va dirigir el programa Línia Folk, conjuntament amb Núria Balaguer. Des del programa feien un repàs a la música tradicional, amb un especial interès en els músics i programadors dels Països Catalans. El programa, que inicialment s'emetia durant una hora la matinada dels dimecres i posteriorment els diumenges a la nit, va arribar a les 300 edicions l'any 2012.
Després de quasi tres dècades, l'abril de 2020 deixa la direcció del Tradicionàrius i el CAT i cedeix el relleu a Carol Duran. El mes de setembre del mateix any rep la Creu de Sant Jordi per la tasca de recuperació i promoció de la música popular i tradicional catalana i pel seu paper indiscutible en la fundació i consolidació de nombrosos festivals i de diferents grups musicals d’arrel tradicional.
Va morir el 21 de gener de 2021 a Barcelona, a causa de les complicacions d'una cirurgia cardíaca urgent realitzada dues setmanes abans, arran d'uns problemes cardíacs que patia des de feia anys.

## Composicions
Va ser autor d'una llarga llista de treballs com a compositor, especialment de balls de gegants de diferents colles. El 1981 va escriure la música del ball dels gegants de Sallent i de la Comparsa Visca Picasso de Barcelona. El 1982, per encàrrec de l'Agrupació de Geganters de Catalunya, va editar dues cassets i un quadern amb partitures per acompanyar gegants.
A partir de l'any 1993 va ser, amb Xavier Cordomí i Francesc Fabregat, un dels impulsors de la renovació de la imatgeria festiva de Barcelona, amb la creació del Seguici Popular de la Ciutat de Barcelona. Concretament, ell va ser director i creador de la formació Els Ministrils del Camí Ral, que cada any interpreta les músiques del Toc d'Inici que obre les Festes de la Mercè. Moltes d'aquestes músiques són composicions o arranjaments seus, com és el cas del toc d'inici i el toc final, el ball dels Gegants de Santa Maria del Mar, el ball dels cavallets cotoners o els falcons de Barcelona.
Va compondre la peça "Per tu, Boi", que fou editada el 1998 per Dínsic dins el recull de 10 peces per a piano i gralla.

## Discografia
com Jordi Fàbregas
- 1968 - El Trobador; Amsterdam; El Calçasses; El Retorn (Barcelona: Edigsa. EP)

com Jordi Fàbregas, Xavier Batllés, Josep Cabré i Harmònica Brava
- 1980 - Lo poder del cant (Barcelona: Ariola Eurodisc)

com Primera Nota
- 1990 - Primera Nota (Barcelona: TRAM)
- 1990 - Llet i vi (Barcelona: TRAM)
- 1993 - Taüll (Barcelona: TRAM)
- 1995 - Folc! (Barcelona: TRAM)

com Primera Nota i Urbàlia Rurana
- 1996 - Folk nou (Barcelona: TRAM)

com El Pont d'Arcalís
- 1997 - Balls i cançons del Pirineu (Barcelona: TRAM)
- 2001 - Pirineus (Barcelona: TRAM)
- 2002 - De lluna vella: tonades i cançons dels Pirineus (Barcelona: DiscMedi)
- 2002 - Del Pirineu estant (Barcelona: DiscMedi)
- 2003 - Aigua, més aigua! (Barcelona: DiscMedi)
- 2011 - Foc al tribunal (Barcelona: DiscMedi)
- 2014 - La Seca, la Meca i les valls d'Andorra (Barcelona: DiscMedi)

com El Pont d'Arcalís i Ariondasa
- 2004 - Del Piemont als Pirineus (Barcelona: DiscMedi)

com Jordi Fàbregas, Maurizio Martinotti, Toni Torregrosa i Renat Sette
- 2006 - Pau i Treva (Casale Montferrato: Folkclub Ethnosuoni)

com El Pont d'Arcalís i Les Violines
- 2007 - En directe (Barcelona: DiscMedi)

com Maurizio Martinotti, Jordi Fàbregas, Toni Torregrosa i Joan Soler i Amigó
- 2010 - Mar Mur (Terrassa: Temps Record)

## Premis i reconeixements
- Premi Nacional de Cultura Popular (1995)
- Premi Nacional de Música (1991)
- Medalla d'Honor de Barcelona (2006)
- Creu de Sant Jordi (2020)[16]